# Wladimir Alexandrowitsch Jurinez
Wladimir Alexandrowitsch Jurinez (russisch Владимир Александрович Юринец, ukrainisch Володимир Олександрович Юринець Wolodymyr Oleksandrowytsch Jurynez; * 28. September 1891 in Olesko, Galizien; † 4. Oktober 1937) war ein sowjetischer marxistischer Philosoph.
Jurinetz ist Autor vieler Werke zur Geschichte der Philosophie. Er war ein bekannter Vertreter der Deborin-Gruppe und Mitglied der Ukrainischen Akademie der Wissenschaften. Im Zuge der Stalinschen Säuberungen wurde er am 22. Juli 1937 verhaftet, im Oktober zum Tode verurteilt und hingerichtet.